# آوشار (آماسیه)
آوشار (به ترکی استانبولی: Avşar) یک منطقهٔ مسکونی در ترکیه است که در آماسیه واقع شده‌است. آوشار ۵۰۰ نفر جمعیت دارد.